# Бонд, Сэдрах
Сэдрах Бонд (англ. Shadrach Bond; 24 ноября 1773 — 12 апреля 1832) — американский политик, первый представитель Территории Иллинойс в Палате представителей США, первый губернатор штата Иллинойс.